# Willendorf (Dolna Austria)
Willendorf – gmina w Austrii, w kraju związkowym Dolna Austria, w powiecie Neunkirchen. Według Austriackiego Urzędu Statystycznego liczyła 933 mieszkańców (1 stycznia 2014).